# Pszichometria
A pszichometria egy olyan tudományterület, amely a pszichológiai és oktatási mérések elméleteivel és technikáival foglalkozik, ami magában foglalja a tudás, a képességek, az attitűdök és a személyes jellemzők mérését. Ez a terület legfőképpen a mérési eszközök tanulmányozásával foglalkozik, mint a kérdőívek és tesztek. Ez két fő kutatási témát foglal magába: (I) Az eszközök elkészítése és a mérési eljárás, (II) és a Méréshez való elméleti megközelítések fejlesztése és finomítása.

## Eredet és háttér
A legtöbb korai elméleti és elfogadott munka a pszichometriában az intelligencia mérésének volt alárendelve. Francis Galtont gyakran tulajdonították a pszichometria atyjának, mivel ő fejlesztette ki és ő használta a mentális teszteket az antropometrikus méréseinél. Habár a pszichometria eredete a pszichofizikával is kapcsolatban áll. Két másik pszichometriai úttörő is szerzett PHD-t a Lipcsei Pszichofizikai Laborban Wilhelm Wundt alatt; James McKeen Cattell 1886-ban és Charles Spearman 1906-ban. A pszichometrikus L. L. Thurstone, a Pszichometriai Társaság megalapítója és első elnöke kifejlesztett és alkalmazott egy elméleti megközelítést a méréshez, ami az Összehasonlítási Törvényként ismert. Ennek az elméletnek szoros kapcsolata van azzal a pszichofizikai elmélettel amelyet Ernst Heinrich Weber és Gustav Fechner dolgozott ki. Ráadásul Spearman és Thurstone is nagyban közreműködött a faktoranalízis elméletében és létrehozásában, egy olyan statisztikai eljáráséban, amelyet a pszichometriában fejlesztettek ki és használtak széles körben.
Korábban, a pszichometrikus elméletet a személyiség jellemzők, a tanulmányi teljesítmény és az egészségügy különböző területein használták. A mérése ezeknek a megfigyelhetetlen jelenségeknek nagyon nehéz, így sok kutatás ebben a tudományban azért lett kifejlesztve, hogy megpróbálja megfelelően definiálni és számszerűsíteni az ilyen jelenségeket. Kritikusok, beleértve a fizika és a társadalomtudomány művelőit egyetértenek abban, hogy egy ilyen definíció és számszerűsítés hihetetlenül nehéz, így az ilyen mérések gyakran helytelenül használtak, úgymint egy pszichometriai személyiség teszt használata felvételi eljárásnál.
„Például egy munkaadó, aki olyan alkalmazottat akar, aki képes tartósabb ideig odafigyelni egy ismétlődő munkára, valószínűleg nem fog olyat alkalmazni aki túlzottan kreatív és könnyen elunja magát”.
Akik jelentős közreműködést nyújtottak a pszichometriában: Karl Pearson, Henry F. Kaiser, L. L. Thurstone, Georg Rasch, Johnson O’Connor, Frederic M. Lord, Ledyard R. Tucker és Arthur Jensen.

## A mérés definíciója a társadalomtudományokban
A mérés meghatározásának a társadalomtudományokban hosszú története van. A jelenlegi legelfogadottabb meghatározás, amit Stanley Smith Stevens hozott létre (1946), hogy a mérés a számok azon feladat, hogy cáfoljanak vagy megerősítsenek valamit egy szabálynak megfelelően. Ez a definíció egy olyan közleményben jelent meg, amelyben Steven a mérés négy szintjének elkülönítését javasolta. Habár széles körben elfogadott ez a definíció, mégis fontos szempontokban különbözik egy nála sokkal klasszikusabb meghatározástól amely a fizikai tudományokból származik, és ami kimondja, hogy a mérés egy számszerű értékelése és kifejezése egy tényező egy másikhoz való viszonyának (Michell, 1977). Valójában Stevens mérési definíciója a Britt Ferguson Bizottság számára lett előterjesztve, amelynek az elnöke A. Ferguson pszichofizikus volt. A bizottság a Tudomány Fejlesztésének Britt Társasága által lett megbízva arra, hogy kinyomozza a lehetőségeit a számszerűen felbecsülhető érzékleti eseményeknek. Habár az elnök és a többi tag is pszichofizikus volt, az egyesület magában foglalt több pszichológust is. A bizottság kiemelte a mérés meghatározásának fontosságát. Habár Stevens válasza egy új definíció megalkotása volt, amelynek számottevő hatása volt ezen a területen, nem ez volt az egyetlen válasz a közleményre. Egy másik, eltérő válasz az volt, hogy fogadják el a klasszikus definíciót, ahogy az az alábbi bekezdésben is látható:
„ A mérés a fizikában és a pszichológiában nem különbözik. A fizikusok akkor mérhetnek meg valamit, ha találnak olyan eljárást amely megfelel a kritériumoknak, a pszichológusok ugyanígy működnek. Szükségtelen azon aggodalmaskodni, hogy mi a titokzatos különbség a két tudomány mérésének jelentése között.” (Reese, 1943, p. 49)
Ezek az eltérő válaszok egy hatalmas területet fejeztek ki az alternatív mérési megközelítéseken belül. Például azon eljárások amelyek a kovariancia mátrixokon alapulnak, feltételezték, hogy a számok, mint nyers értékek amelyek a becslésből származnak, mérések. Az ilyen megközelítések értelemszerűen maguk után vonják Stevens definícióját, amelynek csak az a követelménye, hogy a számok meghatározottak legyenek egy szabálynak megfelelően. A fő kutatási téma tehát, hogy megtalálják a kapcsolatot az értékek között és a faktorokat amelyek alátámasztják ezeket a kapcsolatokat. Másfelől, mikor olyan mérési modelleket használunk mint a Rasch-modell, a számok nincsenek egy szabály alapján meghatározva. Ellenben Reese állításával egyetértve, a specifikus kritériumok a méréshez meghatározottak és a fő cél olyan eljárások létrehozása, amelyek olyan adatokkal szolgálnak, amelyek megfelelnek a releváns kritériumoknak.

## Eszközök és eljárások
A pszichometria első eszközei az intelligencia fogalmát voltak hivatottak mérni. A legismertebb történelmi alkalmazás a Stanford-Binet IQ teszt, amelyet egy francia pszichológus, Alfred Binet fejlesztett ki. A széles körben elterjedt félreértéssel szemben, nincs lenyűgöző bizonyíték amellett, hogy lehetséges lenne az öröklött intelligencia tanulmányozása ilyen eszközök segítségével. Habár az IQ tesztek nagyon hasznosak tudnak lenni különböző célokra. Egy alternatív megfogalmazása az intelligenciának, hogy a kognitív képesség egy emberben, manifesztációja egy általános komponensnek vagy az általános intelligencia faktornak, úgy ahogy a kognitív képesség specifikus egy meghatározott területen.
A pszichometria az oktatási mérésekben széles körben elfogadott arra, hogy mérje a képességeket bizonyos területeken mint olvasás, írás és matematika. A fő megközelítések a teszteknél ezeken a területeken a klasszikus tesztelmélet, a modernebb item válasz teszt és a Rasch mérési modell. Ezek a modern megközelítések pontos mérést tesznek lehetővé az egyéneknél és az értékelt adatoknál, ami által létrejön egy alap, amely leképez egy fejlődési folyamatot azzal, hogy lehetővé teszi, hogy a képességek leírása kijelzett legyen a kontinuum különböző pontjain. Az ilyen megközelítések erőteljes információt nyújtanak a fejlődés folyamatának természetét illetőleg a különböző területeken.
Egy másik jelentős fókusz a pszichometriában a személyiség tesztelésén van. Rengeteg megközelítés született arra, hogy megfogalmazzuk és megmérjük a személyiséget. Néhány az ismertebb eszközök közül a Minnesota Többtényezős Személyiségleltár, a Nagy 5 és eszközök mint a PAPI és a Myers–Briggs-típuselmélet. A pszichometria széles körben tanulmányozta az attitűdöket is. Egy általános eszköze az attitűd mérésének a Likert-skála. Ez az alternatív eljárás magában foglalja a kibontakozó mérési modellek használatát, mint a Koszinusz Hiperbolikusz Modell.( Andrich és Luo, 1993)

## Elméleti megközelítések
A pszichometriai elmélet számos különböző területet foglal magába. Először, pszichomterikusok kifejlesztettek egy olyan elméleti testet amelyet a mentális tesztek fejlesztésében és az adatok elemzésében használtak, amelyeket ezekből a tesztekből nyertek. Ezt a munkát ketté lehet osztani a klasszikus tesztelméletre és az Item Válasz Elméletre.
Egy megközelítés amely matematikailag hasonlónak tűnik az item válasz elmélethez, de ugyanúgy különbözik is tőle az eredet és a jellemzők szempontjából, a Rasch-modell által lett bemutatva. A Rasch-modell kifejlesztése és a szélesebb osztálya a modelleknek amibe tartozik, a fizika tudományok mérési követelményein alapul.
Másodszor, a pszichometrikusok kifejlesztettek olyan eljárásokat amelyek segítségével lehet dolgozni a korrelációs és kovariáns mátrixokon. Ezen általános eljárások technikái: faktoranalízis, amelynek lényege hogy a változók között összefüggések, korrelációk tapasztalhatók: a közvetlenül nem megfigyelhető háttérváltozók – a latens változók, azaz a faktorok – meghatározása ezen korrelációk alapján lehetséges. Célja a változók csoportosítása és a változók számának redukálása. A multidimenzionális mérés olyan eljárás amely segít megtalálni az olyan adatok egyszerű értelmezését, amelyek magas számú rejtett dimenzióval rendelkeznek. Az adatcsoportosítás egy olyan eszköz, amely olyan adatokat talál meg, amelyek hasonlóak egymáshoz. Ezekben a multivariáns deskriptív eljárásokban a felhasználók megpróbálják leegyszerűsíteni a hatalmas adathalmazt. Gyakrabban a strukturális egyenlet modellezés és az útelemzés szolgál kifinomultabb megközelítéssel az ilyen hatalmas kovariáns mátrixok megoldásához. Ezek az eljárások kifinomult statisztikai modelleket nyújtanak amelyek megfelelnek az adatoknak és letesztelik, hogy megfelelőek e.
A legnagyobb hiányosság a különböző faktoranalízisekben, hogy kicsi a megegyezés azokban a pontokban amelyek meghatározzák a rejtett faktorok számát. Az éles pontok hiánya megkövetel más multivariáns eljárásokat is. Ennek tetejébe a pszichometriai területek Hilbertánsak, de Kartezánsnak vannak kezelve. Tehát a probléma inkább az értelmezésben van, mint a felhasználásban.

### Kulcsfogalmak
A kulcsfogalmak a klasszikus teszt elméletben a megbízhatóság és az érvényesség. Egy megbízható mérés következetesen mér valamit, míg egy érvényes mérés azt méri amit mérnie kell. Egy megbízható mérés lehet konzisztens anélkül is, hogy feltétlenül érvényes lenne, tehát egy mérési eszköz mint egy törött vonalzó mindig alulmér egy mennyiséget minden alkalommal ugyanakkora mértékkel, tehát nem érvényes.
A megbízhatóság és az érvényesség is meghatározható fogalmi és matematikai úton. Ugyanazon teszt többszöri mérésének stabilitása felbecsülhető a Pearson korreláció koefficienssel és ezt gyakran hívják teszt-reteszt érvényességnek. Ugyanígy az ekvivalenciája ugyanazon mérés különböző változatának mérhető a Pearson-teszt által, és ezt ekvivalens megbízhatósági formának nevezzük. A belső konzisztencia, amely egyetlen teszt homogenitását méri, felbecsülhető a teszt két felének teljesítményének korrelációjával, amelyet a felosztott fél érvényességnek hívunk. Az értéke ennek a Pearson korrelációs koefficiensnek a két fél tesztnél hozzá van igazítva a Spearman-Brown várhatósági formulához, azért, hogy megfeleljen a korrelációnak a két teljes teszt között. Végül, valószínűleg a leghasználtabb eszköze a megbízhatóságnak a Cronbach-alfa, amely ekvivalens az összes lehetséges felosztott együttható átlagával. Más megközelítések magukban foglalják a belső osztály korrelációt, amelyet úgy definiálnak mint az aranyát egy megadott cél variancia mérésének az összes cél varianciájához.
Az érvényességénél egy olyan jellegzetes, bemért mérést korrelálunk más mérésekkel amiről tudjuk, hogy érvényes. Ha ez az ismert mérés ugyanakkor lett felvéve mint amikor a mérést érvényesítették, a cél, hogy létrehozzunk egy egyidejű validitást, ha a bemért mérés később lett felvéve, a cél, hogy prediktív validitást hozzunk létre. Egy mérésnek akkor van konstruktumvaliditása, ha kapcsolatban áll más változókkal, úgy ahogy azt az elmélet megköveteli. A bennefoglaló validitás azt mutatja, hogy a teszt elemei a mért területről származnak-e. Egy kiválasztott példában a teszt tartalma egy meghatározott állításra vagy a tudás, képességek és más karakterisztikumok megállapításaira épült, amelyek a munkakör elemzésből származtak.
A prediktív vagy egyidejű validitás nem múlhatja felül a korreláció négyzetét ugyanazon mérés két változata között.
Az adat válasz elmélet modellezi a kapcsolatot a rejtett jellemzők között és reagál a teszt elemeire. Más előnyökön felül az adat válasz elmélet lehetővé teszi egy olyan bázis kialakítását, amely becslést kap a kitöltő helyzetéről és a rejtett jellemzők alapján a helyzet mérésének standard hibájáról is. Például egy egyetemi hallgató történelemtudása kikövetkeztethető az egyetemen írt tesztjéből és aztán ez összemérhető egy középiskolás tudásával, ami egy kevésbé nehéz tesztből lett kikövetkeztetve. Azoknak az értékeknek, amelyek a klasszikus teszt elméletből származnak, nincs ilyen karakterisztikájuk, és a becslésük az aktuális képességekről a „normális csoport” értékeivel összehasonlítva történik, akiket random választottak ki a populációból. Valójában az összes mérés, amely a klasszikus teszt elméletből származik, a tesztelt mintától függ, míg azok amelyek az item válasz elméletből, nem.

## A minőség követelményei
Az érvényesség és a megbízhatóság megállapítását alapvetőnek tartják a teszt minőségének elbírálásakor. Habár a profi és gyakorló társulatok gyakran helyezik ezeket a problémákat szélesebb kontextusba, amikor standardokat hoznak létre és végső döntést hoznak a teszt minőségéről, mint egészről, egy adott kontextusban. A probléma eldöntése sok elfogadott kutatásban azon múlik, hogy az adott pszichológiai felfedezés jelentős-e vagy nem.

### Tesztmértékek
Ezen a területen a Standardok az Oktatási és Pszichológiai Teszteléshez mértéket állítanak az érvényességnek és a megbízhatóságnak, úgy mint a mérési hibának és az összefüggő megállapításoknak a létrehozás, becslés és dokumentáció általános témái alatt.
A második fő téma olyan standardokat kíván meg, amelyek az egyenlőséghez köthetők, beleértve a becsületességet a tesztelésnél és a teszt felhasználásánál, a kitöltők jogait és felelősségeit, különböző hátterű és nyelvű egyének tesztelését, és olyanokét akik fogyatékossággal élnek. A harmadik fő téma az olyan követelményeket takarja, amelyek a teszt alkalmazásához köthetőek, beleértve a kitöltők felelősségét, a pszichológiai tesztelést és kiértékelést és az oktatási tesztelést és kiértékelést.

### Kiértékelési követelmények
A kiértékelés területén és bizonyos oktatási értékelésekben, az Oktatási Követelmények Kiértékelésének Egyesített Bizottsága három követelmény irányzatot hozott létre az értékelésben. Az Alkalmazott Értékelési Követelmények 1988-ban lettek publikálva, míg a Program Értékelési Követelmények 1994-ben és a Diák Értékelési Követelmények 2003-ban.
Mindegyik közlemény bemutatja és feldolgozza egy követelményirányzat használatát az oktatás különböző területein. Ezek a standardok irányvonalat biztosítanak az elkészítéshez, végrehajtáshoz és becsléshez, és a kiértékelés fejlesztéséhez. Az összes követelmény bele van helyezve egybe a négy alapvető kategóriából, amely elősegíti, hogy a kiértékelés megfelelő, hasznos, megvalósítható és pontos legyen. Ezekben az irányzatokban az érvényesség és megbízhatóság a hitelesség témakörében található. Például a diák hitelességi standard segít meggyőződni abban, hogy a diák kiértékelése pontos és feldolgozható információt fog adni a diák tanulmányairól és teljesítményéről.

## Fordítás
- Ez a szócikk részben vagy egészben  a   Psychometrics című angol Wikipédia-szócikk fordításán alapul.  Az eredeti cikk szerkesztőit annak laptörténete sorolja fel. Ez a jelzés csupán a megfogalmazás eredetét és a szerzői jogokat jelzi, nem szolgál a cikkben szereplő információk forrásmegjelöléseként.

## Bibliográfia
- Andrich, D. & Luo, G. (1993) A hyperbolic cosine model for unfolding dichotomous single-stimulus responses. Applied Psychological Measurement, 17, 253-276.
- Michell, J. (1997). Quantitative science and the definition of measurement in psychology. British Journal of Psychology, 88, 355-383.
- Michell, J. (1999). Measurement in Psychology. Cambridge: Cambridge University Press
- Rasch, G. (1960/1980). Probabilistic models for some intelligence and attainment tests
- Copenhagen, Danish Institute for Educational Research), expanded edition (1980) with foreword and afterword by B.D. Wright. Chicago: The University of Chicago Press
- Reese, T.W. (1943). The application of the theory of physical measurement to the measurement of psychological magnitudes, with three experimental examples. Psychological Monographs, 55, 1-89.
- Stevens, S. S. (1946). On the theory of scales of measurement. Science, 103, 677-80.
- Thurstone, L.L. (1927). A law of comparative judgement. Psychological Review, 34, 278-286.
- Thurstone, L.L. (1929). The Measurement of Psychological Value. In T.V. Smith and W.K. Wright (Eds.), Essays in Philosophy by Seventeen Doctors of Philosophy of the University of Chicago. Chicago: Open Court
- Thurstone, L.L. (1959). The Measurement of Values. Chicago: The University of Chicago Press
- Psychometric Testing – VIC – Melbourne
- S.F. Blinkhorn, (1997). Past imperfect, future conditional: fifty years of test theory, Br. J. Math. Statist. Psychol. 50 175-185.